# Иванов, Анатолий Степанович
Анато́лий Степа́нович Ивано́в (5 мая 1928 — 31 мая 1999) — русский прозаик и сценарист. Один из крупнейших советских писателей-«почвенников», писавших романы на деревенскую тему. Герой Социалистического Труда (1984). Лауреат Государственной премии СССР (1979).

## Биография
А. С. Иванов родился 5 мая 1928 года в селе Шемонаиха (ныне Восточно-Казахстанская область Казахстана).
Родители — Марфа Логиновна и Степан Степанович Ивановы из крестьянских семей, всю жизнь занимавшихся хлебопашеством. В колхозе не состояли и жили в районном центре, где отец работал заведующим райотделом «Союзпечати». Марфа Логиновна занималась хозяйством.
С 1946 по 1950 год Анатолий Иванов учился на факультете журналистики Казахского государственного университета имени С. М. Кирова.
Творческую деятельность начал в 1948 году как журналист в газете «Прииртышская правда» (Семипалатинск). Был военнослужащим, затем редактором районной газеты «Ленинское знамя» в Новосибирской области. Член КПСС с 1952 года.
В 1954 году в журнале «Крестьянка» был опубликован его первый рассказ «Дождь». Затем в журнале «Сибирские огни» напечатан рассказ «Алкины песни», а в 1956 году с таким же названием вышел первый сборник его рассказов.
В 1958 году был опубликован его первый роман «Повитель», который принёс автору всесоюзную известность и был замечен за рубежом. Переведён на болгарский, чешский, словацкий, румынский, французский и другие языки.
В 1958—1964 годах Анатолий Иванов был заместителем главного редактора журнала «Сибирские огни».
В конце 1960-х годов переехал в Москву.

Могила Иванова на Новодевичьем кладбище Москвы.

Умер 31 мая 1999 года. Похоронен в Москве на Новодевичьем кладбище.

## Творчество
В Союз писателей СССР А. С. Иванов вступил в 1958 году. Основными темами произведений А. С. Иванова является тема революции в сибирских сёлах, коллективизации и Великой Отечественной войны. Среди наиболее известных его произведений — романы «Тени исчезают в полдень» и «Вечный зов». По этим книгам в 1970—1980-е годы в СССР были сняты известные многосерийные телефильмы. Иванов писал, что 

«поставил себе целью показать, как советская действительность очищает людей от скверны капиталистических пережитков»
Общий тираж книг на разных языках мира — более 30 миллионов экземпляров.
Цитаты персонажей из романа «Вечный зов» послужили основой для последующей мистификации — Плана Даллеса.

## Общественная деятельность
А. С. Иванов занимал руководящие посты в СП РСФСР, был депутатом ВС СССР 11-го созыва (с 1985 года).
В июле 1969 году подписал «письмо одиннадцати» в журнале «Огонёк» под заголовком «Против чего выступает „Новый мир“?»
С 1972 года Иванов работал главным редактором журнала «Молодая гвардия». Был одним из идейных руководителей писателей так называемого «патриотического направления».
В 1990 году подписал «Письмо 74-х».
С критикой деятельности Иванова выступал Войнович:
В Новосибирске, прежде чем запретить спектакль, опубликовали разгромную статью тамошнего писателя Анатолия Иванова «На что тратите таланты?». Обращаясь к актерам театра «Красный факел», он удивлялся, как такие талантливые артисты участвуют в «антисоциалистическом представлении». За эту статью Иванова поощрили переводом в Москву на должность главного редактора журнала «Молодая гвардия», где он в годы перестройки защищал уже не социалистические, а нацистские идеалы.

## Память

Мемориальная доска Анатолию Степановичу Иванову во 2-м Обыденском переулке, 12

- На родине автора в городе Шемонаиха в 2009 году был установлен памятник его произведениям — «Тени исчезают в полдень» и «Вечный Зов».

- В Новосибирске на доме № 38 по улице Депутатской установлена памятная доска А. С. Иванову, где он и жил.
- В 2001 году признан «Гражданином XX века Новосибирской области».
- 17 мая 2012 года памятная доска в память об А. С. Иванове открыта в Москве, на стене дома во 2-м Обыденском переулке, где он проживал с 1969 по 1999 год. Автор — скульптор Николай Селиванов.

## Премии и награды
- Государственная премия РСФСР имени М. Горького (1971) — за роман «Вечный зов»[10]
- Государственная премия СССР (1979) — за сценарий к телефильму «Вечный зов» (1—12 серии)
- Премия Ленинского комсомола (1980) — за сценарий фильма «Отец и сын» (1979)
- Международная премия имени М. А. Шолохова в области литературы и искусства (1994)
- Премия КГБ СССР за телесериал «Вечный зов» (13-19 серии) 1983 г.
- Герой Социалистического Труда (1984)
- орден Ленина (1984)
- Два ордена Трудового Красного Знамени
- Почётный гражданин Усть-Каменогорска (Казахстан).

## Экранизации произведений
- 1969 — Алкина песня
- 1971 — Тени исчезают в полдень
- 1973 — Жизнь на грешной земле
- 1973 — Вечный зов
- 1979 — Отец и сын
- 1996 — Ермак